# Nic Pizzolatto
Nicholas Austin »Nic« Pizzolatto, ameriški pisatelj, scenarist in producent, * 18. oktobra 1975, New Orleans. 
Najbolj je zaslovel z ameriško kriminalno dramo True Detective (Pravi detektiv), ki jo predvaja televizijska hiša HBO. 

## Otroštvo
Rodil se je v New Orleansu v zvezni državi Louisiana, očetu Nicku Pizzolattu mlajšemu, ki je bil odvetnik in materi Sheili Pizzolatto, ki je bila učiteljica. V družini so bili štirje otroci. Odraščal je v delavski katoliški družini. Ko je dopolnil pet let so se preselili na podeželje, na območje jezera Charles v Louisiani. Svoje otroštvo je označil kot nesrečno, saj je bilo veliko revščine, alkohola, pretepanja in varanja. Da se je umaknil od takšnega življenja je veliko svojega časa preživel v naravi, kjer se je začel zanimati za umetnost. 
Obiskoval je katoliško šolo v St. Louisu in odšel od doma, ko je bil star 17 let. Vpisal se je na univerzo v Louisiani, kjer je študiral vizualno umetnost. Po tem, ko je njegov mentor umrl je opustil pisanje in se preselil v Austin v Teksasu, kjer je delal kot natakar in tehnični pisatelj. Kot tak je skbel za tehnično dokumentacijo določenih produktov. Kasneje se je udeležil programa kreativnega pisanja na univerzi v Arkansasu, kjer je diplomiral leta 2005.  

## Delo in kariera

### Kratke zgodbe
Napisal je dve kratki zgodbi, ko je obiskoval program kreativnega pisanja z naslovom Ghost Birds in Between Here and the Yellow Sea, ki jih je prodal reviji The Atlantic Monthly. Je dobitnik častne nagrade Puschart. Njegovo delo Wanted Man je objavljeno v knjigi Best American Mystery Stories 2009. 

### Romani
Njegov prvi roman, Galveston je bil objavljen pri založbi Scribner's leta 2010. Prodan je bil v francoskem, nemškem, italijanskem, nizozemskem, španskem, portugalskem, norveškem, ruskem ter mnogo drugih prevodih. Leta 2005 je bil izbran kot najboljši novi pisatelj s strani revije Poets & Writers. Roman Galveston mu je prinesel še kar nekaj nagrad kot je na primer nagrada Edgar. 

### Učenje
Bil je profesor za literaturo na Univerzi Severne Karoline, v Chicagu ter na Univerzi DePauw. Kasneje, poleti 2010, se je preselil v Kalifornijo, da bi uresničil sanje ter postal scenarist. 

### Scenariji
Leta 2011 je napisal scenarij za dva dela prve sezone kriminalne drame The Killing. Z vlogo, ki jo je imel pri ustvarjanju omenjene televizijske serije ni bil zadovoljen saj je zasledoval vizijo nekoga drugega, tako se je odločil, da ne bo pripeval k ustvarjanju te serije. 
Leta 2012 je ustvaril serijo True Detective, ki mu je prinesla največjo prepoznavnost. Scenarij za True Detective je prodal televizijski hiši HBO. Premiera serije je bila januarja 2014. Premiera serije je bila najbolj gledana v zgodovini televizijske mreže. Serija je postala tako gledana, da je ogled zadnje epizode povzročil sesutje strežnika HBO Go. Na nastanek prve sezone so vplivale nekatere filozofske knjige kot so The Conspiracy Against the Human Race, In the Dust Of This Planet, Nihil Unbound ter Better Never To Have Been. 
V avgustu leta 2014 so se pojavile govorice, da je serija True Detective plagiat knjige The Conspiracy Against the Human Race. Televizijska hiša HBO in Pizzolato so se odzvali na omenjene govorice in jih označili kot brezpredmetne, saj naj filozofskih idej ne bi bilo mogoče kopirati, ker jih vsak lahko razume drugače. 

## Nagrade
Njegova zbirka kratkih fikcij Between Here and the Yellow Sea je bila leta 2006 na seznamu za nagrado kratkih zgodb Franka O'Connorja in je bila poimenovana kot ena izmed pet najboljših zbirk leta s strani revije Poets & Writers. 
Dobil je prestižno nagrado Puschart, njegovo delo Wanted Man pa je bilo objavljeno v zbirki Best American Mistery Stories 2009. 
Roman Galveston je zasedel tretje mesto leta 2010 na nagradah Barnes and Noble Discovery, prav tako je bil v finalnem izboru v kategoriji za najbolši prvi roman pri nagradah Edgar. Leta 2011 je z romanom Galveston osvojil nagrado Spur. V Franciji je roman Galveston leta 2011 dobil nagrado za najboljši tuji roman s strani komisije literarnih kritikov.
Na 66. nagradah Primetime Emmy je Pizzolato bil nominiran za izjemne dosežke pri pisanju scenarija serije The Secret Fate of All Life. 
Leta 2015 je bil Pizzolatto nominiran s strani Producers Guild of America Award za izjemen scenarij za kriminalno dramo True Detective.
1. ↑  Record #1052621260 // Gemeinsame Normdatei — 2012—2016.
2. ↑  LIBRIS — Kraljevska knjižnica Švedske.
3. ↑  CONOR
4. ↑  LIBRIS — Kraljevska knjižnica Švedske, 2018.